# Jacentów (Końskie)
Pour les articles homonymes, voir Jacentów.
Jacentów est une localité polonaise de la gmina de Radoszyce, située dans le powiat de Końskie en voïvodie de Sainte-Croix.